# Alex English
Pour les articles homonymes, voir English.
Alex English, né le 5 janvier 1954 à Columbia en Caroline du Sud, est un joueur américain de basket-ball.
Il est le 21e meilleur marqueur de l'histoire de la NBA avec 25 613 points inscrits en carrière.

## Biographie
Ailier issu de l'Université de Caroline du Sud, Alex English évolua essentiellement avec les Nuggets de Denver. Il a réalisé des moyennes de 21,5 points et 5,5 rebonds par match durant sa carrière NBA. Il participa à sept NBA All-Star Game, son numéro 2 a été retiré par les Nuggets et fut intronisé au Basketball Hall of Fame.
English passa la majorité de sa carrière avec les Nuggets, mais évolua également sous les couleurs des Bucks de Milwaukee, des Pacers de l'Indiana et des Mavericks de Dallas. Il fut choisi lors de la Draft 1976 de la NBA par les Bucks.
Le style d'English était considéré comme élégant et facile. Ne possédant pas la force physique de ses contemporains tels Dominique Wilkins et James Worthy, English développa son jeu sur la technique et la finesse. Ces capacités lui permirent de se hisser au 11e rang de l'histoire de la NBA avec un total de 25 613 points marqués au cours de sa carrière. Il fut le premier joueur à inscrire au moins 2 000 points par saison durant huit saisons consécutives. Il fut le meilleur marqueur des années 1980.
En juin 2004, English fut engagé pour devenir directeur du développement des joueurs et entraîneur adjoint aux Raptors de Toronto.
Alex English est par ailleurs devenu acteur. Il a commencé en 1987 dans le film « Amazing Grace and Chuck », incarnant un joueur fictif des Celtics de Boston. Il a également eu des rôles dans des séries télévisées telles « Midnight Caller » en 1989 et joua le rôle d'entraîneur des Cavaliers de Cleveland dans « Eddie » en 1996, ainsi que dans le rôle de « The Premiere » 1997 dans le film « The Definite Maybe. »

## Palmarès
- 8× NBA All-Star (1982–1989)
- 3× All-NBA Second Team (1982–1983, 1986)
- J. Walter Kennedy Citizenship Award (1988)
- NBA scoring champion (1983)
- Denver Nuggets all-time leading scorer
- Numéro 2 retiré par les Nuggets de Denver
- Numéro 22 retiré à l'université de la Caroline du Sud

## Statistiques
gras = ses meilleures performances

### Universitaires
Statistiques en université d'Alex English
| Saison    | Équipe          | Matchs | Titul. | Min./m | % Tir | % 3pts | % LF | Rbds/m. | Pass/m. | Int/m. | Ctr/m. | Pts/m. |
| --------- | --------------- | ------ | ------ | ------ | ----- | ------ | ---- | ------- | ------- | ------ | ------ | ------ |
| 1972-1973 | Caroline du Sud | 29     | —      | 35,8   | 51,4  | —      | 62,9 | 10,6    | 0,9     | —      | 1,9    | 14,6   |
| 1973-1974 | Caroline du Sud | 27     | —      | 37,3   | 52,9  | —      | 67,0 | 8,8     | 1,0     | —      | 2,3    | 18,3   |
| 1974-1975 | Caroline du Sud | 28     | —      | 36,6   | 55,4  | —      | 63,6 | 8,7     | 1,0     | —      | 2,2    | 16,0   |
| 1975-1976 | Caroline du Sud | 27     | —      | 38,7   | 55,1  | —      | 70,1 | 10,3    | 1,0     | 1,1    | 1,7    | 22,6   |
| Carrière  | Carrière        | 111    | —      | 37,1   | 53,8  | —      | 66,7 | 9,6     | 1,0     | 1,1    | 2,0    | 17,8   |

#### Saison régulière
Légende :
| Meilleur joueur de cette catégorie statistique de la saison |

gras = ses meilleures performances
Statistiques en saison régulière d'Alex English
| Saison        | Équipe        | Matchs | Titul. | Min./m | % Tir | % 3pts | % LF | Rbds/m. | Pass/m. | Int/m. | Ctr/m. | Pts/m. |
| ------------- | ------------- | ------ | ------ | ------ | ----- | ------ | ---- | ------- | ------- | ------ | ------ | ------ |
| 1976-1977     | Milwaukee     | 60     | 6      | 10,8   | 47,7  | —      | 76,7 | 2,8     | 0,4     | 0,3    | 0,3    | 5,2    |
| 1977-1978     | Milwaukee     | 82     | 4      | 18,9   | 54,2  | —      | 72,7 | 4,8     | 1,6     | 0,5    | 0,7    | 9,6    |
| 1978-1979     | Indiana       | 81     | 69     | 33,3   | 51,1  | —      | 75,2 | 8,1     | 3,3     | 0,9    | 1,0    | 16,0   |
| 1979-1980     | Indiana       | 54     | 15     | 28,3   | 50,4  | 0,0    | 81,4 | 7,0     | 2,6     | 0,8    | 0,6    | 14,9   |
| 1979-1980     | Denver        | 24     | 24     | 36,5   | 48,5  | 66,7   | 76,2 | 9,4     | 3,4     | 1,2    | 1,2    | 21,3   |
| 1980-1981     | Denver        | 81     | 81     | 38,2   | 49,4  | 60,0   | 85,0 | 8,0     | 3,6     | 1,3    | 1,2    | 23,8   |
| 1981-1982     | Denver        | 82     | 82     | 36,8   | 55,1  | 0,0    | 84,0 | 6,8     | 5,3     | 1,1    | 1,5    | 25,4   |
| 1982-1983     | Denver        | 82     | 82     | 36,4   | 51,6  | 16,7   | 82,9 | 7,3     | 4,8     | 1,4    | 1,5    | 28,4   |
| 1983-1984     | Denver        | 82     | 77     | 35,0   | 52,9  | 14,3   | 82,4 | 5,7     | 5,0     | 1,0    | 1,2    | 26,4   |
| 1984-1985     | Denver        | 81     | 81     | 36,1   | 51,8  | 20,0   | 82,9 | 5,7     | 4,2     | 1,2    | 0,6    | 27,9   |
| 1985-1986     | Denver        | 81     | 81     | 37,3   | 50,4  | 20,0   | 86,2 | 5,0     | 4,0     | 0,9    | 0,4    | 29,8   |
| 1986-1987     | Denver        | 82     | 82     | 37,6   | 50,3  | 26,7   | 84,4 | 4,2     | 5,1     | 0,9    | 0,3    | 28,6   |
| 1987-1988     | Denver        | 80     | 80     | 35,2   | 49,5  | 0,0    | 82,8 | 4,7     | 4,7     | 0,9    | 0,3    | 25,0   |
| 1988-1989     | Denver        | 82     | 82     | 36,5   | 49,1  | 25,0   | 85,8 | 4,0     | 4,7     | 0,8    | 0,1    | 26,5   |
| 1989-1990     | Denver        | 80     | 80     | 27,6   | 49,1  | 40,0   | 88,0 | 3,6     | 2,8     | 0,6    | 0,3    | 17,9   |
| 1990-1991     | Dallas        | 79     | 26     | 22,1   | 43,9  | 0,0    | 85,0 | 3,2     | 1,3     | 0,5    | 0,3    | 9,7    |
| Carrière      | Carrière      | 1193   | 952    | 31,9   | 50,7  | 21,7   | 83,2 | 5,5     | 3,6     | 0,9    | 0,7    | 21,5   |
| All-Star Game | All-Star Game | 8      | 4      | 18,5   | 50,0  | —      | 50,0 | 2,3     | 1,9     | 0,8    | 0,5    | 9,1    |

#### Playoffs
Légende :
| Meilleur joueur de cette catégorie statistique de la saison |

Statistiques en playoffs d'Alex English
| Saison   | Équipe    | Matchs | Titul. | Min./m | % Tir | % 3pts | % LF | Rbds/m. | Pass/m. | Int/m. | Ctr/m. | Pts/m. |
| -------- | --------- | ------ | ------ | ------ | ----- | ------ | ---- | ------- | ------- | ------ | ------ | ------ |
| 1978     | Milwaukee | 9      | 0      | 23,1   | 61,5  | —      | 78,1 | 4,7     | 1,4     | 0,7    | 0,8    | 13,4   |
| 1982     | Denver    | 3      | 3      | 39,3   | 47,3  | —      | 85,7 | 7,7     | 5,7     | 1,0    | 1,0    | 19,3   |
| 1983     | Denver    | 7      | 7      | 38,6   | 44,7  | 0,0    | 88,7 | 6,3     | 6,0     | 0,6    | 1,0    | 25,9   |
| 1984     | Denver    | 5      | 5      | 40,6   | 58,8  | 0,0    | 89,3 | 8,0     | 5,6     | 0,6    | 0,4    | 29,0   |
| 1985     | Denver    | 14     | 14     | 38,3   | 53,6  | 0,0    | 89,0 | 6,6     | 4,5     | 1,2    | 0,4    | 30,2   |
| 1986     | Denver    | 10     | 10     | 39,4   | 46,3  | 0,0    | 85,9 | 3,5     | 5,2     | 0,4    | 0,4    | 27,3   |
| 1987     | Denver    | 3      | 3      | 25,3   | 51,0  | —      | 85,7 | 4,7     | 3,3     | 0,0    | 0,0    | 18,7   |
| 1988     | Denver    | 11     | 11     | 39,8   | 45,5  | 0,0    | 81,4 | 5,4     | 4,4     | 0,6    | 0,3    | 24,3   |
| 1989     | Denver    | 3      | 3      | 36,0   | 51,6  | —      | 87,5 | 4,3     | 3,7     | 0,3    | 0,0    | 26,0   |
| 1990     | Denver    | 3      | 3      | 25,3   | 56,8  | —      | 81,8 | 3,0     | 3,0     | 0,7    | 0,3    | 19,7   |
| Carrière | Carrière  | 68     | 59     | 35,7   | 50,3  | 0,0    | 86,2 | 5,5     | 4,3     | 0,7    | 0,3    | 24,4   |

## Pour approfondir